# Владыкинский концлагерь
Владыкинский концентрационный лагерь (он же Владыкинский производственный лагерь, Владыкинский лагерь принудработ, Владыкинский лагерь-городок) — российский, а затем советский концлагерь, созданный царским правительством в 1915 году во Владыкино (ныне — в черте Москвы), в помещении бывшей фабрики Моргунова.

## История
В ноябре 1915 у станции Владыкино, на территории бывшей фабрики Моргунова был открыт «концлагерь для военнопленных австрийцев» (ГАРФ. Ф. Р-4042. Оп. 1а. Д. 1а. Л. 15). 18 октября 1920 года на его базе открыт «Владыкинский лагерь принудительных работ». Лагерь занял район бывшей фабрики Моргунова (ГАРФ. Ф. Р-4042. Оп. 1а. Д. 1а. Л. 15), на линии окружной железной дороги, в семи верстах от Бутырской заставы по Дмитровскому шоссе, на берегу реки Лихоборки (ГАРФ. Ф. Р-8419. Оп. 1). С 22 ноября 1920 в нём находится 3-я трудовая дружина военнопленных поляков. С 15 декабря 1920 — 1-й трудовой батальон военнопленных поляков / 1-й отдельный трудбатальон, который состоит из 2-й и 3-ю дружин военнопленных. В 1921 году встречаются наименования Владыкинский лагерь-городок и Владыкинский лагерь военнопленных. 15 сентября 1921 батальон упразднен. 24 апреля 1922 на территории лагеря открыта 1-я учебно-воспитательная коммуна малолетних преступников. В обиходе всё время существования — Владыкинский лагерь.

## Ликвидация
Лагерь был закрыт к 17 июня 1922.